# Liste de jeux Games with Gold
Annoncé lors de l'E3 2013, le programme Games with Gold offre des jeux gratuits aux joueurs Xbox 360 à condition qu'il soit abonné au Xbox Live Gold.

## Xbox 360
Depuis 2013, les joueurs ayant un abonnement Xbox Live Gold actif peuvent télécharger des jeux durant une période de temps restreinte.
Une fois téléchargé, le jeu appartient au propriétaire du compte jusqu'à la fin de son abonnement. Le premier jeu du mois est gratuit du 1er au 15 du mois tandis que le second est offert du 16 jusqu'à la fin du mois.
Depuis novembre 2015, les jeux Games with Gold offerts sur Xbox 360 sont aussi disponibles sur Xbox One grâce à la rétrocompatibilité.
|     | Jeu                                                    | Date d'ajout       | Date de retrait   | Rétrocompatibilité | Notes | Ref.   |
| --- | ------------------------------------------------------ | ------------------ | ----------------- | ------------------ | --- | ------ |
| 1   | Fable III                                              | 10 juin 2013       | 30 juin 2013      | Oui                | Il n'est pas officiellement affilié au programme Games with Gold mais il est offert afin de promouvoir le lancement du programme. Remplacé par Joy Ride Turbo au Japon. | [ 2 ]  |
| 2   | Defense Grid: The Awakening                            | 1er juillet 2013   | 15 juillet 2013   | Oui                | | ,      |
| 3   | Assassin's Creed II                                    | 16 juillet 2013    | 31 juillet 2013   | Oui                | Remplacé par Full House Poker au Japon. | [ 5 ]  |
| 4   | Crackdown                                              | 1er août 2013      | 15 août 2013      | Oui                | Remplacé par Shadowrun en Allemagne et au Japon. | ,      |
| 5   | Dead Rising 2                                          | 16 août 2013       | 31 août 2013      |                    | Le DLC Dead Rising 2: Case Zero est aussi inclus dans l'offre. Remplacé par Lost Planet 2 en Allemagne, Biohazard Code: Veronica au Japon.                              | ,      |
| 6   | Magic: The Gathering – Duels of the Planeswalkers 2013 | 1er septembre 2013 | 15 septembre 2013 | Oui                | | [ 8 ]  |
| 7   | Tom Clancy's Rainbow Six: Vegas                        | 16 septembre 2013  | 30 septembre 2013 | Oui                | Remplacé par Banjo-Kazooie: Nuts & Bolts en Afrique du Sud. | ,      |
| 8   | Might & Magic: Clash of Heroes                         | 1er octobre 2013   | 15 octobre 2013   | Oui                | Remplacé par Insanely Twisted Shadow Planet au Brésil et au Japon. | [ 10 ] |
| 9   | Halo 3                                                 | 16 octobre 2013    | 31 octobre 2013   | Oui                | | [ 10 ] |
| 10  | A World of Keflings                                    | 1er novembre 2013  | 15 novembre 2013  | Oui                | | [ 11 ] |
| 11  | Iron Brigade                                           | 16 novembre 2013   | 30 novembre 2013  | Oui                | | [ 11 ] |
| 12  | Gears of War                                           | 1er décembre 2013  | 15 décembre 2013  | Oui                | Remplacé par Halo Wars au Japon et en Allemagne. | ,      |
| 13  | Shoot Many Robots                                      | 16 décembre 2013   | 31 décembre 2013  |                    | | [ 12 ] |
| 14  | Sleeping Dogs                                          | 1er janvier 2014   | 15 janvier 2014   |                    | Remplacé par Just Cause 2 au Japon. | [ 14 ] |
| 15  | Lara Croft and the Guardian of Light                   | 16 janvier 2014    | 31 janvier 2014   | Oui                | Remplacé par Tomb Raider: Underworld au Brésil. | [ 14 ] |
| 16  | Dead Island                                            | 1er février 2014   | 15 février 2014   |                    | Remplacé par Metro 2033 en Allemagne, Sacred Citadel au Japon. | ,      |
| 17  | Toy Soldiers: Cold War                                 | 16 février 2014    | 28 février 2014   | Oui                | | [ 15 ] |
| 18  | Sid Meier's Civilization Revolution                    | 1er mars 2014      | 15 mars 2014      | Oui                | Remplacé par Banjo-Kazooie: Nuts & Bolts au Japon. | ,      |
| 19  | Dungeon Defenders                                      | 16 mars 2014       | 31 mars 2014      |                    | Remplacé par Banjo-Tooie au Brésil, Bangai-O HD: Missile Fury au Japon.                                                                                                 | ,      |
| 20  | Hitman: Absolution                                     | 1er avril 2014     | 15 avril 2014     | Oui                | Remplacé par Quantum Conundrum au Japon. | [ 19 ] |
| 21  | Deadlight                                              | 16 avril 2014      | 30 avril 2014     |                    | | [ 19 ] |
| 22  | Dust: An Elysian Tail                                  | 1er mai 2014       | 15 mai 2014       |                    | Remplacé par The Dishwasher: Vampire Smile en Argentine. | ,      |
| 23  | Saints Row: The Third                                  | 16 mai 2014        | 31 mai 2014       | Oui                | Remplacé par Viva Piñata au Japon. | ,      |
| 24  | Dark Souls                                             | 1er juin 2014      | 15 juin 2014      | Oui                | Remplacé par Kameo: Elements of Power au Japon. | ,      |
| 25  | Charlie Murder                                         | 16 juin 2014       | 30 juin 2014      |                    | | ,      |
| 26  | Super Street Fighter IV: Arcade Edition                | 16 juin 2014       | 30 juin 2014      | Oui                | "Bonus" pour célébrer la première année du programme Games with Gold.                                                                                                   | ,      |
| 27  | Gotham City Impostors                                  | 1er juillet 2014   | 15 juillet 2014   |                    | Remplacé par Perfect Dark Zero au Brésil, Singapour et au Japon. | [ 24 ] |
| 28  | BattleBlock Theater                                    | 16 juillet 2014    | 31 juillet 2014   | Oui                | | [ 25 ] |
| 29  | Motocross Madness                                      | 1er août 2014      | 15 août 2014      | Oui                | | [ 26 ] |
| 30  | Dishonored                                             | 16 août 2014       | 31 août 2014      |                    | Remplacé par Orcs Must Die! au Japon et en Turquie. | [ 26 ] |
| 31  | Monaco: What's Yours is Mine                           | 1er septembre 2014 | 15 septembre 2014 | Oui                | Remplacé par Orcs Must Die! en Afrique du Sud, Kameo: Elements of Power au Brésil et Castlevania: Harmony of Despair au Japon.                                          | [ 27 ] |
| 32  | Halo: Reach                                            | 16 septembre 2014  | 30 septembre 2014 | Oui                | Aussi inclusHard Corps: Uprising comme jeu bonus au Japon. | [ 28 ] |
| 33  | Battlefield: Bad Company 2                             | 1er octobre 2014   | 15 octobre 2014   | Oui                | |        |
| 34  | Darksiders II                                          | 16 octobre 2014    | 31 octobre 2014   | Oui                | Remplacé par The Maw au Japon. |        |
| 35  | Viva Piñata: Trouble in Paradise                       | 1er novembre 2014  | 15 novembre 2014  | Oui                | |        |
| 36  | Red Faction: Guerrilla                                 | 16 novembre 2014   | 30 novembre 2014  |                    | |        |
| 37  | The Raven: Legacy of a Master Thief                    | 1er décembre 2014  | 15 décembre 2014  |                    | Remplacé par 'Splosion Man en Australie, Nouvelle-Zélande et au Japon.                                                                                                  |        |
| 38  | SSX                                                    | 16 décembre 2014   | 31 décembre 2014  | Oui                | |        |
| 39  | MX vs. ATV Alive                                       | 1er janvier 2015   | 15 janvier 2015   |                    | Remplacé par Jetpac Refuelled au Japon. | [ 29 ] |
| 40  | The Witcher 2: Assassins of Kings                      | 16 janvier 2015    | 31 janvier 2015   | Oui                | Remplacé par Comic Jumper au Japon. | ,      |
| 41  | Brothers: A Tale of Two Sons                           | 1er février 2015   | 15 février 2015   |                    | | [ 31 ] |
| 42  | Sniper Elite V2                                        | 16 février 2015    | 28 février 2015   | Oui                | | [ 31 ] |
| 43  | Tomb Raider                                            | 1er mars 2015      | 15 mars 2015      |                    | Remplacé par The Dishwasher: Vampire Smile au Japon. | [ 32 ] |
| 44  | BioShock Infinite                                      | 16 mars 2015       | 31 mars 2015      | Oui                | Remplacé par Banjo-Kazooie en Slovaquie et Perfect Dark Zero en Arabie Saoudite et aux Émirats arabes unis.                                                             | [ 32 ] |
| 45  | Gears of War: Judgment                                 | 1er avril 2015     | 15 avril 2015     | Oui                | Remplacé par Halo Wars au Japon. | [ 33 ] |
| 46  | Terraria                                               | 1er avril 2015     | 15 avril 2015     |                    | Pas disponible au Japon. | [ 33 ] |
| 47  | Assassin's Creed IV: Black Flag                        | 16 avril 2015      | 30 avril 2015     | Oui                | Pas disponible au Japon. | [ 33 ] |
| 48  | Army of Two: The Devil's Cartel                        | 16 avril 2015      | 30 avril 2015     |                    | Remplacé par Joy Ride Turbo en Corée du Sud. | [ 33 ] |
| 49  | Mafia II                                               | 1er mai 2015       | 15 mai 2015       | Oui                | Remplacé par Mutant Storm Empire au Japon. | [ 34 ] |
| 50  | F1 2013                                                | 16 mai 2015        | 31 mai 2015       |                    | | [ 34 ] |
| 51  | Just Cause 2                                           | 1er juin 2015      | 15 juin 2015      | Oui                | | [ 35 ] |
| 52  | Thief                                                  | 16 juin 2015       | 30 juin 2015      |                    | Remplacé par Hexic 2 au Japon. | [ 35 ] |
| 53  | Plants vs. Zombies                                     | 1er juillet 2015   | 15 juillet 2015   | Oui                | Remplacé par Zuma's Revenge! en Afrique du Sud et en Corée du Sud. | [ 36 ] |
| 54  | Gears of War 3                                         | 16 juillet 2015    | 31 juillet 2015   | Oui                | Remplacé par Shadowrun au Japon. | [ 36 ] |
| 55  | Metro 2033                                             | 1er août 2015      | 15 août 2015      |                    | | [ 37 ] |
| 56  | Metro: Last Light                                      | 16 août 2015       | 31 août 2015      |                    | Remplacé par Perfect Dark Zero au Japon. | [ 37 ] |
| 57  | Battlestations: Pacific                                | 1er septembre 2015 | 15 septembre 2015 |                    | Remplacé par Full House Poker in Japan and Comic Jumper en Corée du Sud.                                                                                                | [ 38 ] |
| 58  | Crysis 3                                               | 16 septembre 2015  | 30 septembre 2015 |                    | | [ 38 ] |
| 59  | Metal Gear Solid V: Ground Zeroes                      | 1er octobre 2015   | 15 octobre 2015   |                    | | [ 39 ] |
| 60  | The Walking Dead: The Complete First Season            | 16 octobre 2015    | 31 octobre 2015   | Oui                | Remplacé par 'Splosion Man au Japon. | [ 39 ] |
| 61  | Dirt 3                                                 | 1er novembre 2015  | 15 novembre 2015  | Oui                | | [ 40 ] |
| 62  | Dungeon Siege III                                      | 16 novembre 2015   | 30 novembre 2015  | Oui                | Remplacé par Joy Ride Turbo au Brésil et en Corée du Sud. | [ 40 ] |
| 63  | CastleStorm                                            | 1er décembre 2015  | 15 décembre 2015  | Oui                | | [ 41 ] |
| 64  | Sacred 3                                               | 16 décembre 2015   | 31 décembre 2015  | Oui                | | [ 41 ] |
| 65  | Operation Flashpoint: Dragon Rising                    | 16 décembre 2015   | 31 décembre 2015  | Oui                | | [ 41 ] |
| 66  | Dirt: Showdown                                         | 1er janvier 2016   | 15 janvier 2016   | Oui                | | [ 42 ] |
| 67  | Deus Ex: Human Revolution                              | 16 janvier 2016    | 31 janvier 2016   | Oui                | Remplacé par Joy Ride Turbo au Japon. | [ 42 ] |
| 68  | Sacred Citadel                                         | 1er février 2016   | 15 février 2016   | Oui                | | [ 43 ] |
| 69  | Gears of War 2                                         | 16 février 2016    | 29 février 2016   | Oui                | Remplacé par Banjo Kazooie Nuts and Bolts en Allemagne. | ,      |
| 70  | Supreme Commander 2                                    | 1er mars 2016      | 15 mars 2016      | Oui                | | [ 45 ] |
| 71  | Borderlands                                            | 16 mars 2016       | 31 mars 2016      | Oui                | | [ 45 ] |
| 72  | Dead Space                                             | 1er avril 2016     | 15 avril 2016     | Oui                | | [ 46 ] |
| 73  | Saints Row IV                                          | 16 avril 2016      | 30 avril 2016     | Oui                | | [ 46 ] |
| 74  | Grid 2                                                 | 1er mai 2016       | 15 mai 2016       | Oui                | | [ 47 ] |
| 75  | Peggle                                                 | 16 mai 2016        | 31 mai 2016       | Oui                | | [ 47 ] |
| 76  | Super Meat Boy                                         | 1er juin 2016      | 15 juin 2016      | Oui                | | [ 48 ] |
| 77  | XCOM: Enemy Unknown                                    | 16 juin 2016       | 30 juin 2016      | Oui                | Remplacé par The Maw au Japon. | [ 48 ] |
| 78  | Tom Clancy's Rainbow Six: Vegas 2                      | 1er juillet 2016   | 15 juillet 2016   | Oui                | | [ 49 ] |
| 79  | Tron: Evolution                                        | 16 juillet 2016    | 31 juillet 2016   | Oui                | | [ 49 ] |
| 80  | Spelunky                                               | 1er août 2016      | 15 août 2016      | Oui                | | [ 50 ] |
| 81  | Beyond Good & Evil HD                                  | 16 août 2016       | 31 août 2016      | Oui                | Remplacé par Viva Piñata en Corée du Sud. | [ 50 ] |
| 82  | Forza Horizon                                          | 1er septembre 2016 | 15 septembre 2016 | Oui                | | [ 51 ] |
| 83  | Mirror's Edge                                          | 16 septembre 2016  | 30 septembre 2016 | Oui                | Remplacé par 'Splosion Man en Afrique du Sud. | [ 51 ] |
| 84  | MX vs. ATV Reflex                                      | 1er octobre 2016   | 15 octobre 2016   | Oui                | Remplacé par Viva Piñata: Trouble in Paradise en Corée du Sud et au Japon.                                                                                              | [ 52 ] |
| 85  | I Am Alive                                             | 16 octobre 2016    | 31 octobre 2016   | Oui                | Remplacé par Jetpac Refuelled en Corée du Sud et au Japon. | [ 52 ] |
| 86  | The Secret of Monkey Island: Special Edition           | 1er novembre 2016  | 15 novembre 2016  | Oui                | Remplacé par Comic Jumper en Corée du Sud et au Japon. | [ 53 ] |
| 87  | Far Cry 3: Blood Dragon                                | 16 novembre 2016   | 30 novembre 2016  | Oui                | Remplacé par Toy Soldiers en Corée du Sud et au Japon. | [ 53 ] |
| 88  | Outland                                                | 1er décembre 2016  | 15 décembre 2016  | Oui                | | [ 54 ] |
| 89  | Burnout Paradise                                       | 16 décembre 2016   | 31 décembre 2016  | Oui                | Remplacé par Viva Piñata au Japon. | [ 54 ] |
| 90  | The Cave                                               | 1er janvier 2017   | 15 janvier 2017   | Oui                | Remplacé par Hexic 2 au Japon. | [ 55 ] |
| 91  | Rayman Origins                                         | 16 janvier 2017    | 31 janvier 2017   | Oui                | Remplacé par Ms. Splosion Man au Japon. | [ 55 ] |
| 92  | Monkey Island 2 Special Edition: LeChuck's Revenge     | 1er février 2017   | 15 février 2017   | Oui                | | [ 56 ] |
| 93  | Star Wars: The Force Unleashed                         | 16 février 2017    | 28 février 2017   | Oui                | Remplacé par Kameo: Elements of Power au Japon. | [ 56 ] |
| 94  | Borderlands 2                                          | 1er mars 2017      | 15 mars 2017      | Oui                | Remplacé par Hardwood Spades au Japon. | [ 57 ] |
| 95  | Heavy Weapon                                           | 16 mars 2017       | 31 mars 2017      | Oui                | | [ 57 ] |
| 96  | Darksiders                                             | 1er avril 2017     | 15 avril 2017     | Oui                | | [ 58 ] |
| 97  | Assassin's Creed: Revelations                          | 16 avril 2017      | 30 avril 2017     | Oui                | Remplacé par 'Splosion Man au Japon. | [ 58 ] |
| 98  | Star Wars: The Force Unleashed II                      | 1er mai 2017       | 15 mai 2017       | Oui                | Remplacé par Perfect Dark Zero au Japon. | [ 59 ] |
| 99  | Lego Star Wars : La Saga complète                      | 16 mai 2017        | 31 mai 2017       | Oui                | Remplacé par Hardwood Backgammon au Japon. | [ 59 ] |
| 100 | Assassin's Creed III                                   | 1er juin 2017      | 15 juin 2017      | Oui                | Remplacé par Hardwood Hearts au Japon. | [ 60 ] |
| 101 | Dragon Age: Origins                                    | 16 juin 2017       | 30 juin 2017      | Oui                | Remplacé par BattleBlock Theater en Pologne, Russie et au Japon. | [ 60 ] |
| 102 | Kane & Lynch 2: Dog Days                               | 1er juillet 2017   | 15 juillet 2017   | Oui                | Remplacé par A Kingdom for Keflings au Japon. | [ 61 ] |
| 103 | Lego Pirates des Caraïbes: Le Jeu Vidéo                | 16 juillet 2017    | 31 juillet 2017   | Oui                | Remplacé par Comic Jumper: The Adventures of Captain Smiley au Japon.                                                                                                   | [ 61 ] |
| 104 | Bayonetta                                              | 1er août 2017      | 15 août 2017      | Oui                | | [ 62 ] |
| 105 | Red Faction: Armageddon                                | 16 août 2017       | 31 août 2017      | Oui                | Remplacé par Banjo-Kazooie au Japon. | [ 62 ] |
| 106 | Hydro Thunder Hurricane                                | 1er septembre 2017 | 15 septembre 2017 | Oui                | | [ 63 ] |
| 107 | Battlefield 3                                          | 16 septembre 2017  | 30 septembre 2017 | Oui                | | [ 63 ] |
| 108 | Rayman 3 HD                                            | 1er octobre 2017   | 15 octobre 2017   | Oui                | Remplacé par 'Splosion Man au Japon. | [ 64 ] |
| 109 | Medal of Honor: Airborne                               | 16 octobre 2017    | 31 octobre 2017   | Oui                | | [ 64 ] |
| 110 | NiGHTS into Dreams                                     | 1er novembre 2017  | 15 novembre 2017  | Oui                | Remplacé par Lumines LIVE! en Corée du Sud. | [ 65 ] |
| 111 | Deadfall Adventures                                    | 16 novembre 2017   | 30 novembre 2017  | Oui                | Remplacé par Hardwood Backgammon en Corée du Sud. | [ 65 ] |
| 112 | Child of Eden                                          | 1er décembre 2017  | 15 décembre 2017  | Oui                | Remplacé par Lumines LIVE! au Japon. | [ 66 ] |
| 113 | Marlow Briggs and the Mask of Death                    | 16 décembre 2017   | 31 décembre 2017  | Oui                | | [ 66 ] |
| 114 | Tomb Raider: Underworld                                | 1er janvier 2018   | 15 janvier 2018   | Oui                | Remplacé par The Maw au Japon. | [ 67 ] |
| 115 | Army of Two                                            | 16 janvier 2018    | 31 janvier 2018   | Oui                | Remplacé par A Kingdom for Keflings en Allemagne. | [ 67 ] |
| 116 | Split/Second                                           | 1er février 2018   | 15 février 2018   | Oui                | Remplacé par Banjo-Kazooie: Nuts & Bolts au Japon. Remplacé par BattleBlock Theater en Corée du Sud.                                                                    | [ 68 ] |
| 117 | Crazy Taxi                                             | 16 février 2018    | 28 février 2018   | Oui                | | [ 68 ] |
| 118 | Brave: Le jeu vidéo                                    | 1er mars 2018      | 15 mars 2018      | Oui                | Remplacé par BattleBlock Theater en Corée du Sud et au Japon. | [ 69 ] |
| 119 | Quantum Conundrum                                      | 16 mars 2018       | 31 mars 2018      | Oui                | | [ 69 ] |
| 120 | Cars 2                                                 | 1er avril 2018     | 15 avril 2018     | Oui                | Remplacé par BattleBlock Theater en Corée du Sud et au Japon. | [ 70 ] |
| 121 | Dead Space 2                                           | 16 avril 2018      | 30 avril 2018     | Oui                | Remplacé par Lumines LIVE! au Japon. | [ 70 ] |
| 122 | Sega Vintage Collection: Streets of Rage               | 1er mai 2018       | 15 mai 2018       | Oui                | Remplacé par BattleBlock Theater en Corée du Sud. | [ 71 ] |
| 123 | Vanquish                                               | 16 mai 2018        | 31 mai 2018       | Oui                | Remplacé par Ilomilo en Corée du Sud. | [ 71 ] |
| 124 | Sonic & All-Stars Racing Transformed                   | 1er juin 2018      | 15 juin 2018      | Oui                | Remplacé par Lumines Live! au Japon. | [ 72 ] |
| 125 | LEGO Indiana Jones 2: L'Aventure continue              | 16 juin 2018       | 30 juin 2018      | Oui                | Remplacé par 'Splosion Man en Corée du Sud, Singapour, Inde et au Japon.                                                                                                | [ 72 ] |
| 126 | Virtua Fighter 5 Final Showdown                        | 1er juillet 2018   | 15 juillet 2018   | Oui                | Remplacé par Ms. 'Splosion Man en Argentine, Israël, Arabie Saoudite, Slovaquie, Corée du Sud, Turquie et Émirats arabes unis.                                          | [ 73 ] |
| 127 | Tom Clancy's Splinter Cell: Conviction                 | 16 juillet 2018    | 31 juillet 2018   | Oui                | Remplacé par Joy Ride Turbo au Japon. | [ 73 ] |
| 128 | Dead Space 3                                           | 1er août 2018      | 15 août 2018      | Oui                | Remplacé par Ms. 'Splosion Man au Japon. | [ 74 ] |
| 129 | Epic Mickey : Le Retour des héros                      | 16 août 2018       | 31 août 2018      | Oui                | Remplacé par Insanely Twisted Shadow Planet en Corée du Sud et au Japon.                                                                                                | [ 74 ] |